# Landkreis Harz
Landkreis Harz – powiat w niemieckim kraju związkowym Saksonia-Anhalt. Powstał 1 lipca 2007 z połączenia powiatów Halberstadt, Wernigerode, Quedlinburg i miasta Falkenstein/Harz (wcześniej w powiecie Aschersleben-Staßfurt). Siedzibą powiatu Harz jest miasto Halberstadt. Najbardziej na zachód położony powiat kraju związkowego.

## Demografia
| Rok  | L. mieszk. |
| ---- | ---------- |
| 1990 | 284 892    |
| 1995 | 269 874    |
| 2000 | 260 662    |
| 2001 | 258 228    |
| 2002 | 255 797    |

| Rok  | L. mieszk. |
| ---- | ---------- |
| 2003 | 253 130    |
| 2004 | 250 146    |
| 2005 | 247 490    |
| 2006 | 244 248    |
| 2013 | 221 043    |

## Podział administracyjny
Powiat Harz składa się z:
- jedenastu gmin miejskich (Stadt)
- dwóch gmin samodzielnych (Einheitsgemeinde)
- jednej gminy związkowej (Verbandsgemeinde)

Gminy miejskie:
| Lp. | Nazwa gminy miejskiej | Ludność (31.12.2009) | Powierzchnia [km²] |
| --- | --------------------- | -------------------- | ------------------ |
| 1   | Ballenstedt           | 9.829                | 86,61              |
| 2   | Blankenburg (Harz)    | 22.128               | 148,91             |
| 3   | Falkenstein/Harz      | 5.882                | 102,98             |
| 4   | Halberstadt           | 42.794               | 142,97             |
| 5   | Harzgerode            | 8.836                | 164,57             |
| 6   | Ilsenburg (Harz)      | 9.785                | 63,10              |
| 7   | Oberharz am Brocken   | 12.414               | 271,52             |
| 8   | Osterwieck            | 12.201               | 212,67             |
| 9   | Quedlinburg           | 34.130               | 181,29             |
| 10  | Thale                 | 19.474               | 137,62             |
| 11  | Wernigerode           | 34.673               | 170,03             |

Gminy samodzielne:
| Lp. | Nazwa gminy samodzielnej | Ludność (31.12.2009) | Powierzchnia [km²] |
| --- | ------------------------ | -------------------- | ------------------ |
| 1   | Huy                      | 7.990                | 167,28             |
| 2   | Nordharz                 | 8.378                | 96,42              |

Gminy związkowe:
| Lp. | Nazwa gminy związkowej | Ludność (31.12.2009) | Powierzchnia [km²] | Liczba gmin |
| --- | ---------------------- | -------------------- | ------------------ | ----------- |
| 1   | Vorharz                | 13.579               | 208,80             | 7           |

## Zmiany administracyjne
W 2009 w powiecie przeprowadzono następujące reformy administracyjne: 1 stycznia w skład miasta Thale wcielono Neinstedt i Weddersleben, tereny miasta rozszerzono ponownie 1 czerwca przyłączając gminy Altenbrak i Treseburg. Tego samego dnia do miasta Wernigerode przyłączono Schierke, a do Ilsenburg (Harz) gminy Darlingerode i Drübeck przy czym zlikwidowano także wspólnotę administracyjną Ilsenburg (Harz). 1 sierpnia 2009 swoje terytorium zwiększyło miasto Harzgerode pochłaniając gminy wspólnoty administracyjnej Unterharz (z wyjątkiem Neudorf). 23 listopada 2009 gminy Friedrichsbrunn i Stecklenberg przyłączono do Thale.
Kolejne zmiany wprowadzono 1 stycznia 2010:
- gminy Aue-Fallstein, Berßel, Bühne, Lüttgenrode, Rhoden, Schauen i Wülperode przyłączono do miasta Osterwieck
- z miast Benneckenstein (Harz), Elbingerode (Harz), Hasselfelde i gmin Elend, Sorge, Stiege i Tanne powstało miasto Oberharz am Brocken
- z gmin Abbenrode, Heudeber, Langeln, Schmatzfeld, Stapelburg, Veckenstedt, Wasserleben i Danstedt powstała jedna gmina – Nordharz
- z gmin Hausneindorf, Heteborn i Wedderstedt powstała gmina Selke-Aue
- gminy Aspenstedt, Athenstedt, Langenstein, Sargstedt i Schachdorf Ströbeck przyłączono do miasta Halberstadt
- gminy Cattenstedt, Heimburg, Hüttenrode, Wienrode, Timmenrode i miasto Derenburg przyłączono do miasta Blankenburg (Harz)
- gminę Reddeber przyłączono do miasta Wernigerode
- gminę Radisleben przyłączono do Ballenstedt
- gminę Nienhagen przyłączono do miasta Schwanebeck

1 września 2010:
- gminę Neudorf przyłączono do Harzgerode
- gminę Westerhausen przyłączono do Thale.

1 stycznia 2011:
- miasto Gernrode oraz gminy Bad Suderode i Rieder przyłączono do miasta Quedlinburg, rozwiązano wspólnotę administracyjną Gernrode/Harz
- gminę Allrode przyłączono do miasta Thale.

19 lutego 2013:
- decyzją sądu przywrócenie wspólnoty administracyjnej Gernrode/Harz

1 grudnia 2013:
- gminę Rieder przyłączono do miasta Ballenstedt

1 stycznia 2014
- rozwiązanie wspólnoty administracyjnej Gernrode/Harz